# Themata
Themata — перший студійний альбом австралійської групи Karnivool, який вийшов 7 лютого 2005 року.

## Композиції
1. C.O.T.E. - 5:50
2. Themata - 5:40
3. Shutterspeed - 3:46
4. Fear of the Sky - 5:16
5. Roquefort - 4:38
6. L1FEL1KE - 4:40
7. Scarabs - 2:10
8. Sewn and Silent - 4:12
9. Mauseum - 3:54
10. Synops - 4:53
11. Omitted for Clarity - 0:20
12. Change (Part 1) - 3:28